# Ibacus altricrenatus
Ibacus altricrenatus är en kräftdjursart som beskrevs av Charles Spence Bate 1888. Ibacus altricrenatus ingår i släktet Ibacus och familjen Scyllaridae. Inga underarter finns listade i Catalogue of Life.